# اگ (افغانستان)
اِگ یک منطقه مسکونی در افغانستان است که در ولایت بامیان و در ارتفاع ۲۸۰۰ متری از سطح دریا واقع شده است. اگ ۲۵۰۰ نفر جمعیت دارد.